# 吉拉
吉拉（日语：ジラ）是1998年電影《酷斯拉》（日本「哥吉拉」的美國版）中的怪獸，因日本東寶電影公司不承認牠是真正的哥吉拉，所以將牠改稱吉拉（英文Zilla，Godzilla去掉God）作為區別。吉拉除了在美國版《酷斯拉》電影出現外，還出現在《酷斯拉：動畫系列》以及哥吉拉第28集電影《哥吉拉 最後戰役》（2004年）中被哥吉拉秒殺。

## 登場作品

### 電影
1. 《酷斯拉》（1998年）
2. 《哥吉拉 最後戰役》（2004年）

### 動畫
1. 《酷斯拉：系列》（1999年）

## 吉拉資料

### 《酷斯拉》
- 身長：60m
- 全長：90m
- 尾長：60m
- 體重：500噸

在此電影中，吉拉先攻擊了日本的漁船，然後在紐約市登陸，並在麥迪遜廣場產下了數百顆蛋，但被軍方的F-18戰鬥機轟炸殆盡，而吉拉也隨後被用計困在布魯克林橋，最終被F-18的飛彈擊斃，電影的最後透露了還有一隻幼年吉拉存活下來。

### 《哥吉拉 最後戰役》
- 身長：90m
- 體重：不明

外形與1998年的酷斯拉完全一樣。但在《哥斯拉最终战役》中則以“吉拉”的名稱登場。劇中作为X星人所驱使的怪兽之一攻擊了澳洲的雪梨。後期迎战哥吉拉時，被哥吉拉仅用一条尾巴就甩到了悉尼歌剧院上并以核子吐息瞬间秒杀，被X星人吐槽为“只会吃鱼的废物”（影射98年酷斯拉喜歡吃魚的劇情）。 此段被認為是東寶電影公司不承認酷斯拉為真正哥吉拉的刻意安排，是對1998年酷斯拉電影的嫌棄。另外此片中的吉拉是唯一完全用電腦動畫製作的怪獸，而劇中的其他的怪獸則是由穿道具服的特技演員或是吊線道具來演出。

## 各界反應
美國版哥吉拉上映後，許多歐美影迷給了牠一個綽號：GINO，意思是「Godzilla In Name Only(名存實亡的哥斯拉)」。後來，在日本哥吉拉電影《哥吉拉·魔斯拉·王者基多拉 大怪獸總攻擊》（2001年）以及《哥吉拉 最後戰役》中，也把吉拉揶揄了一番。東寶電影公司甚至還將牠改稱為吉拉（英文Zilla，Godzilla去掉God），和真正的哥吉拉區分開來。

## 外部連結
- TohoKingdom的介紹頁 （页面存档备份，存于）
- 哥吉拉線上 （页面存档备份，存于）